# 希腊护照
希腊护照（希臘語：Ελληνικό διαβατήριο）是一个是专门颁发给希腊公民用于国际旅行的护照。电子护照自2006年8月26日开始发行，旧式护照自2007年1月1日起宣布失效。自2009年6月起，护照的RFID芯片包括两个索引指纹以及护照持有人的高分辨率JPEG图像。
每个希腊公民也是欧盟公民。护照与国民身份证一起允许在欧盟任何国家、欧洲经济区和瑞士自由流动和居住。

## 签发程序
希腊护照由国家护照中心（希臘語：Διεύθυνση Διαβατηρίων/Αρχηγείο Ελληνικής Αστυνομίας）签发。申请人必须亲自到当地警察局或希腊领事馆申请--如果是14岁以下的儿童，由家长陪同。在提交所有要求（特殊肖像照片、签发申请和费用）后，警察部门开始签发程序。所有的护照都是在雅典的N.P.C主楼集中制造。根据不同情况，护照在3至9个工作日内签发，必须在提出签发申请的警察局领取。为此，申请人必须携带他们在申请后收到的特殊收据。标准护照的有效期为：14岁以上的人5年，14岁以下的儿童3年（2007年第135号总统令正式发布后）。

希腊护照不能延期。如果持有人的护照在申请后的6个月内到期，并且他/她计划在到期后使用，则必须提出新的申请。

发行一本标准成人护照的费用为84.40欧元，而儿童护照的费用为73.60欧元。补发现有的、仍然有效的、没有空白页的护照是允许的，其有效期与前一本护照相同，费用为53欧元。

## 持照人签证要求

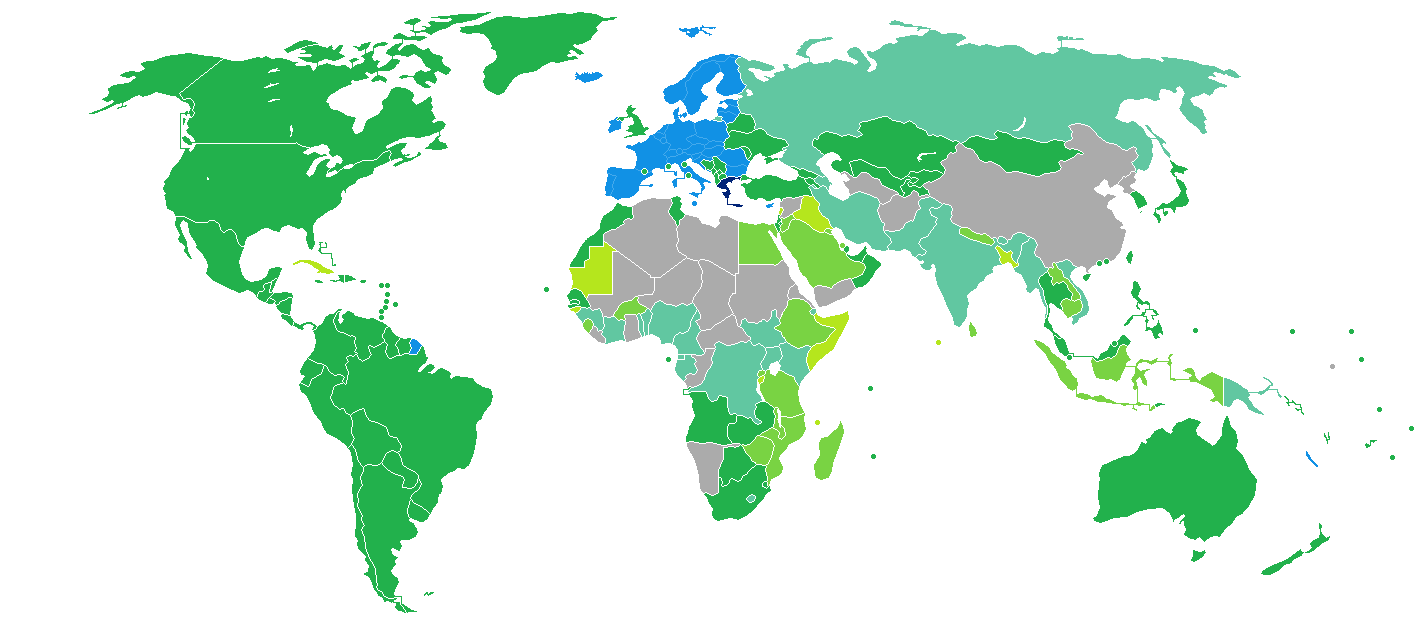
希腊公民的签证要求
希腊
自由迁徙/居住
免签证国家/地区
落地签证
电子签证
落地/电子签证
需要签证

希腊公民的签证要求是其他国家的当局对希腊公民的行政入境限制。根据2025年1月8日发布的亨利护照指数，希腊护照可免签证、落地签证或电子签证入境189个国家和地区，位居世界第6，与澳大利亚护照并列。
此外，截至2018年7月3日，Arton Capital的护照指数将希腊护照的旅行自由度排在世界第3位，免签分数为162（与奥地利、比利时、加拿大、爱尔兰、马来西亚和葡萄牙护照并列）。

## 护照图库

1932年 希腊第二共和国的护照
1970年 希腊王国护照
1980年 希腊第三共和国护照
2006年 希腊第三共和国护照
2007–现在 希腊第三共和国护照
2007–现在 外交护照

## 延伸阅读
- 希腊国籍法

## 外部連結
- Greek passport （页面存档备份，存于） on PRADO
- Video presentations of the new Greek biometric passport （页面存档备份，存于）
- Information from the Greek Foreign Ministry